# Harold Gustave Francis Greenwood
Harold Gustave Francis Greenwood, britanski general, * 1894, † 1978.